# Дикранові (підклас)
Дикранові (Dicranidae) — підклас листостеблових мохів. Багато представників групи ростуть у посушливих районах.

## Класифікація
До групи включають 24 родини у 8 порядках:
- Порядок Catoscopiales
  - Родина Catoscopiaceae
- Порядок Scouleriales
  - Родина Drummondiaceae
  - Родина Scouleriaceae
- Порядок Bryoxiphiales
  - Родина Bryophixiaceae
- Порядок Grimmiales
  - Родина грімієві (Grimmiaceae)
  - Родина Ptychomitriaceae
  - Родина Seligeriaceae
- Порядок Archidiales
  - Родина Archidiaceae
- Порядок Mitteniales
  - Родина Mitteniaceae
- Порядок дикранові (Dicranales)
  - Родина Amphidiaceae
  - Родина Aongstroemiaceae
  - Родина Bruchiaceae
  - Родина Calymperaceae
  - Родина дикранові (Dicranaceae)
  - Родина Dicranellaceae
  - Родина дитрихові (Ditrichaceae)
  - Родина Erpodiaceae
  - Родина Eustichiaceae
  - Родина Fissidentaceae
  - Родина Leucobryaceae
  - Родина Oncophoraceae
  - Родина Rhachistheciaceae
  - Родина Schistostegaceae
  - Родина Viridivelleraceae
  - Родина Wardiaceae
- Порядок Pottiales
  - Родина Ephemeraceae
  - Родина Hypodontiaceae
  - Родина Pleurophascaceae
  - Родина Pottiaceae
  - Родина Serpotortellaceae